# Gessate (stacja metra)
Gessate – stacja początkowa metra w Mediolanie, na linii M2. Znajduje się w Gessate i zlokalizowana jest przed stacją Cascina Antonietta. Została otwarta w 1985.